# Sabulodes arge
Sabulodes arge är en fjärilsart som beskrevs av Druce 1891. Sabulodes arge ingår i släktet Sabulodes och familjen mätare. Inga underarter finns listade.